# Lijst van vlinders in Réunion

Locatie van Réunion

Deze lijst van vlinders in Réunion toont de 33 soorten dagvlinders en 712 soorten nachtvlinders die bekend zijn Réunion.

## Dagvlinders

### Papilionidae

#### Papilioninae

##### Papilionini
- Papilio demodocus demodocus Esper, [1798]
- Papilio phorbanta phorbanta Linnaeus, 1771

### Pieridae

#### Coliadinae
- Terias floricola ceres (Butler, 1886)
- Catopsilia florella (Fabricius, 1775)
- Catopsilia thauruma (Reakirt, 1866)

### Lycaenidae

#### Theclinae

##### Deudorigini
- Deudorix antalus (Hopffer, 1855)

##### Hypolycaenini
- Leptomyrina phidias (Fabricius, 1793)

#### Polyommatinae

##### Polyommatini
- Cacyreus darius (Mabille, 1877)
- Zizeeria knysna (Trimen, 1862)
- Zizina otis antanossa (Mabille, 1877)
- Zizula hylax (Fabricius, 1775)
- Lampides boeticus (Linnaeus, 1767)
- Leptotes durrelli Fric, Pyrcz & Wiemers, 2019
- Leptotes pirithous pirithous (Linnaeus, 1767)
- Luthrodes pandava (Horsfield, 1829)

### Nymphalidae

#### Danainae

##### Danaini
- Danaus chrysippus chrysippus (Linnaeus, 1758)
- Danaus plexippus plexippus (Linnaeus, 1758)
- Euploea goudotii Boisduval, 1833

#### Satyrinae

##### Satyrini
- Heteropsis narcissus borbonica (Oberthür, 1916)

##### Melanitini
- Melanitis leda (Linnaeus, 1758)

#### Nymphalinae

##### Nymphalini
- Antanartia borbonica borbonica (Oberthür, 1879)
- Vanessa cardui (Linnaeus, 1758)

##### Junoniini
- Junonia rhadama (Boisduval, 1833)
- Salamis augustina augustina Boisduval, 1833
- Hypolimnas misippus (Linnaeus, 1764)

#### Limenitidinae

##### Neptini
- Neptis dumetorum Boisduval, 1833

#### Heliconiinae

##### Vagrantini
- Phalanta phalantha aethiopica (Rothschild & Jordan, 1903)

### Hesperiidae

#### Coeliadinae
- Coeliades forestan forestan (Stoll, [1782])
- Coeliades pansa (Hewitson, [1867])

#### Tagiadinae

##### Tagiadini
- Eagris sabadius sabadius (Gray, 1832)

#### Hesperiinae

##### Erionotini
- Erionota torus Evans 1941

##### Baorini
- Borbo borbonica borbonica (Boisduval, 1833)
- Parnara naso bigutta Evans, 1937

## Nachtvlinders

### Meessiidae
- Agnathosia nana Bippus, 2020
- Eudarcia oceanica Bippus, 2020
- Phereoeca praecox Gozmány & Vári, 1973

### Tineidae

#### Erechthiinae
- Erechthias nigrocaputis Bippus, 2020
- Erechthias nigromaculella Guillermet, 2009
- Erechthias richardella Viette, 1957
- Erechthias zebrina (Butler, 1881)

#### Hapsiferinae
- Dasyses langenieri Guillermet, 2009
- Tiquadra etiennei Viette, 1988
- Tiquadra guillermeti Viette, 1988
- Tiquadra seraphinei Guillermet, 2009

#### Hieroxestinae
- Amphixystis aromaticella (Viette, 1957)
- Amphixystis fragosa (Meyrick, 1910)
- Amphixystis guttata Bippus, 2020
- Amphixystis paroditella (Viette, 1957)
- Amphixystis patelia Bippus, 2020
- Amphixystis serrata (Meyrick, 1914)
- Amphixystis siccata (Meyrick, 1910)
- Amphixystis spathistis (Meyrick, 1930)
- Amphixystis syntricha (Meyrick, 1910)
- Opogona autogama (Meyrick, 1915)
- Opogona dimidiatella Zeller, 1853
- Opogona etiennella Viette, 1988
- Opogona heroicella Viette, 1957
- Opogona incorrectella Viette, 1957
- Opogona omoscopa (Meyrick, 1893)
- Opogona phaeochalca Meyrick, 1908
- Opogona sacchari (Bojer, 1856)
- Opogona salamolardella Guillermet, 2011
- Opogona sycastella Viette, 1957
- Opogona transversata Bippus, 2016

#### Myrmecozelinae
- Protaphreutis borboniella (Boisduval, 1833)
- Tineovertex flavilineata Bippus, 2016

#### Scardiinae
- Archyala pagetodes (Meyrick, 1911)

#### Setomorphinae
- Setomorpha rutella Zeller, 1852

#### Tineinae
- Praeacedes atomosella (Walker, 1863)

### Gracillariidae

#### Acrocercopinae
- Acrocercops coffeifoliella (Motschulsky, 1859)
- Acrocercops macrochalca Meyrick, 1910
- Dialectica anselmella Guillermet, 2011
- Dialectica geometra (Meyrick, 1916)
- Dialectica pyramidota (Meyrick, 1918)
- Phodoryctis caerulea (Meyrick, 1912)
- Spulerina hexalocha (Meyrick, 1912)

#### Gracillariinae

##### Gracillariini
- Aristaea bathracma (Meyrick, 1912)
- Aristaea onychota (Meyrick, 1908)
- Aspilapteryx pentaplaca (Meyrick, 1911)
- Callicercops triceros (Meyrick, 1926)
- Caloptilia xanthochiria Vári, 1961
- Macarostola eugeniella (Viette, 1951)

#### Lithocolletinae
- Phyllonorycter lemarchandi (Viette, 1951)
- Phyllonorycter ruizivorus De Prins, 2012

#### Ornixolinae
- Stomphastis thraustica (Meyrick, 1908)

#### Phyllocnistinae

##### Oecophyllembiini
- Corythoxestis pentarcha borbonica Guillermet, 2011

##### Phyllocnistini
- Phyllocnistis citrella Stainton, 1856

### Bedelliidae
- Bedellia somnulentella (Zeller, 1847)

### Glyphipterigidae

#### Glyphipteriginae
- Chrysocentris costella Viette, 1957
- Chrysocentris ditiorana (Walker, 1863)
- Glyphipterix madagascariensis Viette, 1951

### Lyonetiidae

#### Cemiostominae
- Leucoptera coffeella (Guérin-Méneville, 1842)
- Leuronoma fauvella Viette, 1957

#### Lyonetiinae
- Lyonetia hygrophilella (Viette, 1957)

### Plutellidae
- Plutella xylostella (Linnaeus, 1758)

### Praydidae
- Prays armynoti Bippus, 2020
- Prays citri (Millière, 1873)
- Prays sublevatella Viette, 1957

### Tonzidae
- Tonza toga Bippus, 2020

### Yponomeutidae

#### Yponomeutinae
- Kessleria gibeauxia Bippus, 2020
- Xyrosaris canusa Bippus, 2020

### Autostichidae

#### Autostichinae
- Autosticha pelodes (Meyrick, 1883)

### Batrachedridae

#### Batrachedrinae
- Batrachedra arenosella (Walker, 1864)
- Batrachedra rainha Bippus, 2020
- Idioglossa bigemma mascarena Bippus, 2016

### Blastobasidae

#### Blastobasinae

##### Blastobasini
- Lateantenna inana (Butler, 1881)

### Cosmopterigidae

#### Antequerinae
- Macrobathra chauvotella Guillermet, 2013

#### Chrysopeleiinae
- Ascalenia cafrina Bippus, 2021
- Gisilia armigera (Meyrick, 1923)
- Gisilia sclerodes (Meyrick, 1909)
- Ithome lassula Hodges, 1962

#### Cosmopteriginae
- Anatrachyntis simplex (Walsingham, 1891)
- Cosmopterix attenuatella (Walker, 1864)
- Cosmopterix reunionalis Guillermet, 2016
- Eteobalea vinsoni abcedella (Viette, 1957)
- Pyroderces spix Bippus, 2020

### Depressariidae

#### Stenomatinae
- Orygocera albanix Bippus, 2020
- Orygocera amphitricha (Meyrick, 1910)
- Orygocera anderesi Viette, 1991
- Orygocera tryphoxantha (Meyrick, 1930)

### Ethmiidae
- Ethmia nigroapicella (Saalmüller, 1880)

### Gelechiidae

#### Anacampsinae

##### Anacampsini
- Idiophantis croconota Meyrick, 1918
- Idiophantis valerieae Guillermet, 2010
- Mesophleps palpigera (Walsingham, 1891)
- Mesophleps safranella (Legrand, 1966)
- Mesophleps silacella (Hübner, 1796)
- Syncopacma laportensis Guillermet, 2013
- Syncopacma linella (Chrétien, 1904)

##### Chelariini
- Anarsia citromitra Meyrick, 1921
- Anarsia dodonaea Bippus, 2020
- Anarsia tremata Bippus, 2020
- Anarsia vinsonella Viette, 1957
- Faristenia tamarinda Bippus, 2020

#### Anomologinae
- Aristotelia bicomis Bippus, 2020

#### Apatetrinae

##### Pexicopiini
- Sitotroga cerealella (Olivier, 1789)
- Sitotroga psacasta (Meyrick, 1908)

#### Dichomeridinae
- Brachmia fuscogramma Janse, 1960
- Dactylethrella tetrametra (Meyrick, 1913)
- Dichomeris acuminatus (Staudinger, 1876)
- Helcystogramma convolvuli (Walsingham, 1908)

#### Gelechiinae

##### Gelechiini
- Stegasta variana Meyrick, 1904

##### Gnorimoschemini
- Ochrodia subdiminutella (Stainton, 1867)
- Phthorimaea operculella (Zeller, 1873)
- Tuta absoluta (Meyrick, 1917)

#### Thiotrichinae
- Thiotricha tenuis (Walsingham, 1891)

### Oecophoridae

#### Oecophorinae
- Ancylometis ansarti Guillermet, 2010
- Ancylometis celineae Guillermet, 2010
- Ancylometis cineralella (Viette, 1957)
- Ancylometis lavergnella Guillermet, 2011
- Ancylometis mulaella Guillermet, 2011
- Ancylometis paulianella Viette, 1957
- Ancylometis ribesae Viette, 1996
- Ancylometis scaeocosma Meyrick, 1887
- Cenarchis vesana Meyrick, 1924
- Endrosis sarcitrella (Linnaeus, 1758)
- Metachanda anomalella Viette, 1957
- Metachanda astrapias (Meyrick, 1887)
- Metachanda borbonicella Viette, 1957
- Metachanda cafrerella Viette, 1957
- Metachanda eucyrtella Viette, 1957
- Metachanda hamonella Viette, 1954
- Metachanda hugotella Viette, 1957
- Metachanda lucasi Guillermet, 2010
- Metachanda nigromaculella Viette, 1957
- Metachanda reunionella Viette, 1957
- Metachanda thaleropis Meyrick, 1911
- Metantithyra silvestrella Viette, 1957
- Oxycrates reunionella Guillermet, 2011
- Semnocosma gibeauxella Viette, 1995
- Tanychastis moreauella Guillermet, 2011
- Taragmarcha borbonensis Viette, 1957
- Taragmarcha laqueata Meyrick, 1910

### Stathmopodidae

#### Cuprininae
- Calicotis attiei (Guillermet, 2011)
- Stathmopoda margabim Viette, 1995

### Alucitidae

#### Alucitinae
- Alucita priona Bippus, 2020

### Pterophoridae

#### Ochyroticinae
- Ochyrotica rufa Arenberger, 1987

#### Pterophorinae

##### Exelastini
- Exelastis bergeri Bigot, 1969
- Exelastis luqueti (Gibeaux, 1994)
- Exelastis phlyctaenias (Meyrick, 1911)
- Exelastis pumilio (Zeller, 1873)

##### Oidaematophorini
- Hellinsia borbonicus (Gibeaux, 1991)
- Hellinsia madecasseus (Bigot, 1964)

##### Oxyptiliini
- Antarches tessmanni (Strand, 1913)
- Megalorhipida leptomeres (Meyrick, 1886)
- Megalorhipida leucodactylus (Fabricius, 1794)
- Megalorhipida monsa Bippus, 2020
- Oxyptilus epidectes Meyrick, 1908
- Sphenarches anisodactylus (Walker, 1864)
- Stenodacma wahlbergi (Zeller, 1852)

##### Platyptiliini
- Bipunctiphorus dimorpha (Fletcher T. B., 1910)
- Lantanophaga pusillidactylus (Walker, 1864)
- Platyptilia fulva Bigot, 1964
- Platyptilia grisea Gibeaux, 1994
- Platyptilia pseudofulva Gibeaux, 1994
- Stenoptilodes taprobanes (Felder & Rogenhofer, 1875)
- Vietteilus borbonica (Viette, 1957)

##### Pterophorini
- Pterophorus albidus (Zeller, 1852)

### Carposinidae
- Peragrarchis emmilta Diakonoff, 1989
- Peritrichocera barboniella Guillermet, 2012
- Peritrichocera bipectinata Diakonoff, 1961
- Peritrichocera bougreauella Guillermet, 2012
- Peritrichocera tsilaosa Viette, 1995
- Scopalostoma melanoparea Diakonoff, 1957
- Scopalostoma nigromaculella Guillermet, 2004

### Copromorphidae
- Copromorpha mesobactris Meyrick, 1930

### Epermeniidae

#### Epermeniinae
- Epermenia senaciae Bippus, 2016

### Immidae
- Imma infima borbonensis Viette, 1988

### Choreutidae

#### Choreutinae
- Anthophila emplecta (Turner, 1942)
- Anthophila latarniki (Guillermet, 2010)
- Brenthia leptocosma Meyrick, 1916
- Choreutis aegyptiaca (Zeller, 1867)
- Tebenna cornua Bippus, 2020
- Tebenna micalis micalis (Mann, 1857)

### Tortricidae

#### Chlidanotinae

##### Chlidanotini
- Hilarographa vinsonella Guillermet, 2013
- Trymalitis scalifera Meyrick, 1912

#### Olethreutinae

##### Bactrini
- Bactra crithopa Diakonoff, 1957
- Bactra pallidior Razowski, 2015
- Bactra stagnicolana Zeller, 1852
- Bactra transvola Meyrick, 1924

##### Enarmoniini
- Tetramoera isogramma (Meyrick, 1908)
- Tetramoera schistaceana (Snellen, 1891)

#### Olethreutinae

##### Eucosmini
- Cosmetra spiculifera (Meyrick, 1913)
- Crocidosema affouchensis Guillermet, 2012
- Crocidosema lantana Busck, 1910
- Crocidosema plebejana Zeller, 1847
- Episimoides erythraea Diakonoff, 1957
- Strepsicrates penechra (Diakonoff, 1989)
- Strepsicrates sinuosa (Meyrick, 1917)

##### Grapholitini
- Coniostola stereoma (Meyrick, 1912)
- Cryptophlebia carreella Guillermet, 2013
- Cryptophlebia gomyi Guillermet, 2004
- Cryptophlebia peltastica (Meyrick, 1921)
- Cryptophlebia semilunana (Saalmüller, 1880)
- Cydia corona Bippus, 2020
- Cydia undosa (Diakonoff, 1957)
- Eucosmocydia belouvensis Guillermet, 2012
- Grapholita siderocosma Diakonoff, 1978
- Leguminivora anthracotis (Meyrick, 1913)
- Leguminivora ptychora (Meyrick, 1907)
- Microsarotis lygistis (Diakonoff, 1977)
- Thaumatotibia colasi (Guillermet, 2006)
- Thaumatotibia destrumeli (Guillermet, 2006)
- Thaumatotibia ecnomia (Diakonoff, 1974)
- Thaumatotibia etiennei (Diakonoff, 1974)
- Thaumatotibia eutacta (Diakonoff, 1988)
- Thaumatotibia leucotreta (Meyrick, 1913)
- Thaumatotibia rassembi Bippus, 2020
- Thaumatotibia rochata Bippus, 2020
- Cosmorrhyncha acrocosma (Meyrick, 1908)

##### Olethreutini
- Cosmorrhyncha ocellata (Mabille, 1900)
- Dudua aprobola (Meyrick, 1886)
- Eccopsis incultana (Walker, 1863)
- Eccopsis praecedens Walsingham, 1897
- Lobesia aeolopa Meyrick, 1907
- Lobesia rapta Diakonoff, 1957
- Lobesia vanillana (Joannis, 1900)

#### Tortricinae

##### Archipini
- Adoxophyes microptycha Diakonoff, 1957
- Borboniella allomorpha (Meyrick, 1922)
- Borboniella chrysorrhoea Diakonoff, 1957
- Borboniella conflatilis Diakonoff, 1977
- Borboniella cubophora Diakonoff, 1957
- Borboniella gigantella Guillermet, 2004
- Borboniella leucaspis Diakonoff, 1957
- Borboniella marmaromorpha Diakonoff, 1957
- Borboniella montana Diakonoff, 1957
- Borboniella octops Diakonoff, 1957
- Borboniella pelecys Diakonoff, 1957
- Borboniella peruella Guillermet, 2012
- Borboniella rougonella Guillermet, 2012
- Borboniella spudaea Diakonoff, 1957
- Borboniella striaella Guillermet, 2012
- Borboniella tekayaella Guillermet, 2013
- Borboniella viettei Diakonoff, 1957
- Borboniella vulpicolor Diakonoff, 1957
- Clepsis tetraplegma Diakonoff, 1957
- Epichoristodes acerbella (Walker, 1864)
- Pandemis electrochroa (Diakonoff, 1977)

##### Tortricini
- Apotoforma smaragdina Bippus, 2020
- Brachiolia amblopis (Meyrick, 1911)
- Brachiolia egenella (Walker, 1864)

### Cossidae

#### Zeuzerinae
- Eulophonotus myrmeleon Felder, 1874

### Thyrididae

#### Striglininae
- Banisia clathrula (Guenée, 1877)

### Hyblaeidae
- Hyblaea apricans (Boisduval, 1833)
- Hyblaea puera (Cramer, 1777)

### Crambidae

#### Acentropinae
- Argyractis coloralis (Guenée, 1854)
- Elophila acornutus Agassiz, 2012
- Elophila difflualis (Snellen, 1880)
- Elophila galinaea (Guillermet, 2016)
- Elophila melagynalis (Agassiz, 1978)
- Eoophyla reunionalis (Viette, 1988)
- Parapoynx crisonalis (Walker, 1859)
- Parapoynx diminutalis Snellen, 1880
- Parapoynx fluctuosalis (Zeller, 1852)
- Parapoynx ingridae Guillermet, 2004

#### Crambinae

##### Chiloini
- Chilo sacchariphagus (Bojer, 1856)

##### Crambini
- Angustalius malacellus (Duponchel, 1836)
- Conocramboides seychellellus (Fletcher T. B., 1910)
- Culladia achroellum (Mabille, 1900)
- Culladia inconspicuellus (Snellen, 1872)
- Culladia troglodytellus (Snellen, 1872)
- Microcrambon paphiellus (Guenée, 1862)

#### Glaphyriinae

##### Cybalomiini
- Trichophysetis preciosalis (Guillermet, 1996)

##### Glaphyriini
- Hellula undalis (Fabricius, 1781)
- Crocidolomia pavonana (Fabricius, 1794)
- Noorda blitealis Walker, 1859

#### Lathrotelinae
- Diplopseustoides mineti Guillermet, 2012

#### Musotiminae
- Ambia gueneealis Viette, 1957
- Cilaus longinasus Joannis, 1932
- Neurophyseta upupalis (Guenée, 1862)

#### Odontiinae
- Autocharis marginata Guillermet, 1996

#### Pyraustinae

##### Euclastini
- Euclasta gigantalis Viette, 1957

##### Portentomorphini
- Isocentris filalis (Guenée, 1854)

##### Pyraustini
- Achyra coelatalis (Walker, 1859)
- Pagyda pulvereiumbralis (Hampson, 1918)
- Pagyda trivirgalis Joannis, 1932
- Pyrausta childrenalis (Boisduval, 1833)
- Pyrausta pastrinalis (Guenée, 1862)
- Pyrausta phoenicealis (Hübner, 1818)
- Stenochora lancinalis (Guenée, 1854)
- Uresiphita gilvata (Fabricius, 1794)

#### Scopariinae
- Scoparia benigna Meyrick, 1910
- Scoparia resinodes Joannis, 1932

#### Spilomelinae
- Mabra eryxalis (Walker, 1859)
- Nausinoe geometralis (Guenée, 1854)
- Pramadea albopunctum (Guillermet, 1996)
- Pramadea christophalis (Viette, 1988)
- Pramadea minoralis (Warren, 1892)
- Pramadea ovialis (Walker, 1859)

##### Agroterini
- Haritalodes derogata (Fabricius, 1775)
- Notarcha quaternalis (Zeller, 1852)
- Patania balteata (Fabricius, 1798)
- Syllepte argillosa Guillermet, 1996
- Syllepte guilboti Guillermet, 2008
- Syllepte orbiferalis Hampson, 1899
- Syllepte violacealis Guillermet, 1996

##### Asciodini
- Psara admensalis (Walker, 1859)
- Psara dorcalis (Guenée, 1862)
- Psara ferruginalis (Saalmüller, 1880)

##### Herpetogrammatini
- Eurrhyparodes bracteolalis (Zeller, 1852)
- Eurrhyparodes tricoloralis (Zeller, 1852)
- Herpetogramma basalis (Walker, 1866)
- Herpetogramma bipunctalis (Fabricius, 1794)
- Herpetogramma brunnealis (Hampson, 1913)
- Herpetogramma couteyeni Guillermet, 2008
- Herpetogramma debressyi Guillermet, 2008
- Herpetogramma licarsisalis (Walker, 1859)
- Herpetogramma phaeopteralis (Guenée, 1854)
- Herpetogramma stultalis (Walker, 1859)
- Herpetogramma vacheri Guillermet, 2008

##### Hydririni
- Hydriris ornatalis (Duponchel, 1832)

##### Hymeniini
- Hymenia perspectalis (Hübner, 1796)
- Spoladea recurvalis (Fabricius, 1775)

##### Lineodini
- Leucinodes laisalis (Walker, 1859)

##### Margaroniini
- Agathodes musivalis Guenée, 1854
- Antigastra catalaunalis (Duponchel, 1833)
- Botyodes asialis Guenée, 1854
- Cadarena pudoraria (Hübner, 1825)
- Chabulina amphipeda (Meyrick, 1939)
- Chabulina astomalis (Felder & Rogenhofer, 1875)
- Cirrhochrista etiennei (Viette, 1976)
- Condylorrhiza zyphalis (Viette, 1958)
- Diaphania indica (Saunders, 1851)
- Filodes cocytusalis (Walker, 1859)
- Filodes costivitralis Guenée, 1862
- Ghesquierellana hirtusalis (Walker, 1859)
- Glyphodes mascarenalis Joannis, 1906
- Glyphodes stolalis Guenée, 1854
- Hodebertia testalis (Fabricius, 1794)
- Maruca vitrata (Fabricius, 1787)
- Omiodes indicata (Fabricius, 1775)
- Palpita vitrealis (Rossi, 1794)
- Poliobotys ablactalis (Walker, 1859)
- Stemorrhages sericea (Drury, 1773)
- Synclera achatinalis (Guenée, 1862)
- Synclera traducalis (Zeller, 1852)
- Terastia subjectalis Lederer, 1863
- Zebronia phenice (Cramer, 1782)

##### Nomophilini
- Bocchoris borbonensis Guillermet, 1996
- Bocchoris inspersalis (Zeller, 1852)
- Diasemia monostigma Hampson, 1913
- Diasemiopsis ramburialis (Duponchel, 1834)
- Nomophila noctuella (Denis & Schiffermüller, 1775)
- Pardomima viettealis Martin, 1956
- Sameodes cancellalis (Zeller, 1852)

##### Spilomelini
- Cnaphalocrocis grucheti (Viette, 1976)
- Cnaphalocrocis trebiusalis (Walker, 1859)
- Marasmia poeyalis (Boisduval, 1833)
- Marasmia trapezalis (Guenée, 1854)
- Orphanostigma abruptalis (Walker, 1859)
- Orphanostigma haemorrhoidalis (Guenée, 1854)

##### Steniini
- Bradina admixtalis (Walker, 1859)
- Duponchelia fovealis Zeller, 1847
- Piletocera reunionalis Viette, 1957
- Piletocera viperalis (Guenée, 1862)

##### Trichaeini
- Prophantis longicornalis (Mabille, 1900)
- Prophantis smaragdina (Butler, 1875)

##### Udeini
- Udea ferrugalis (Hübner, 1796)

### Pyralidae

#### Chrysauginae
- Parachma lequettealis Guillermet, 2011

#### Epipaschiinae
- Salma melapastalis (Hampson, 1906)

#### Galleriinae

##### Galleriini
- Achroia grisella (Fabricius, 1794)
- Galleria mellonella (Linnaeus, 1758)

##### Tirathabini
- Aphomia cephalonica (Stainton, 1866)
- Lamoria clathrella (Ragonot, 1888)

#### Phycitinae

##### Anerastiini
- Maliarpha separatella Ragonot, 1888

##### Cryptoblabini
- Balinskyia stomataula (Meyrick, 1933)
- Cryptoblabes bistriga (Haworth, 1811)
- Cryptoblabes gnidiella (Millière, 1867)

##### Phycitini
- Asalebria vercambrensis (Guillermet, 2007)
- Cactoblastis cactorum (Berg, 1885)
- Cadra calidella (Guenée, 1845)
- Cadra cautella (Walker, 1863)
- Ceutholopha isidis (Zeller, 1867)
- Ectomyelois ceratoniae (Zeller, 1839)
- Epicrocis stibiella (Snellen, 1872)
- Epischnia beharella (Viette, 1964)
- Etiella zinckenella (Treitschke, 1832)
- Hypargyria metalliferella Ragonot, 1888
- Laodamia quilicii (Guillermet, 2007)
- Lugubraphycita morosalis (Saalmüller, 1880)
- Morgabinella billii Guillermet, 2007
- Mussidia pectinicornella (Hampson, 1896)
- Mussidia semipectinella (Guenée, 1862)
- Pempelia strophocomma (Joannis, 1932)
- Phycita demidovi Guillermet, 2007
- Phycita diaphana (Staudinger, 1870)
- Phycita pectinicornella Fryer, 1912
- Plodia interpunctella (Hübner, 1813)
- Pseudoceroprepes irisella (Guenée, 1862)
- Syringia pectinatella (Joannis, 1915)
- Thylacoptila paurosema paurosema Meyrick, 1885
- Trachonitis capensis Hampson, 1901

#### Pyralinae

##### Hypotiini
- Hypotia saramitoi (Guillermet, 1996)

##### Pyralini
- Hypsopygia mauritialis (Boisduval, 1833)
- Hypsopygia nostralis (Guenée, 1854)
- Pyralis manihotalis Guenée, 1854
- Pyralis pictalis (Curtis, 1834)

### Sphingidae

#### Macroglossinae

##### Hemarini
- Cephonodes apus (Boisduval, 1833)
- Cephonodes hylas virescens (Wallengren, 1865)

##### Macroglossini

###### Choerocampina
- Basiothia medea (Fabricius, 1781)
- Euchloron megaera lacordairei (Boisduval, 1833)
- Euchloron megaera orhanti Haxaire, 2010
- Hilarographa vinsonella Guillermet, 2013
- Hippotion celerio (Linnaeus, 1758)
- Hippotion eson (Cramer, 1779)
- Hippotion gracilis (Butler, 1875)
- Hyles biguttata (Walker, 1856)

###### Macroglossina
- Macroglossum aesalon aesalon Mabille, 1880
- Macroglossum milvus Boisduval, 1833
- Nephele densoi (Keferstein, 1870)
- Nephele oenopion oenopion (Hübner, 1824)
- Daphnis nerii (Linnaeus, 1758)

#### Sphinginae

##### Sphingini

###### Acherontiina
- Acherontia atropos (Linnaeus, 1758)
- Agrius convolvuli (Linnaeus, 1758)
- Coelonia fulvinotata (Butler, 1875)
- Coelonia pottgensi Deschamps, 2023
- Coelonia solani solani (Boisduval, 1833)

### Geometridae

#### Desmobathrinae

##### Desmobathrini
- Conolophia conscitaria coloradoensis Orhant, 2003

#### Ennominae
- Darisodes orygaria orygaria (Guenée, 1862)

##### Boarmiini
- Afroracotis incompletaria incompletaria (Guenée, 1862)
- Ascotis terebraria (Guenée, 1862)
- Cleora acaciaria (Boisduval, 1833)

##### Caberini
- Erastria madecassaria (Boisduval, 1833)

##### Cassymini
- Morabia distinctaria (Joannis, 1915)
- Morabia herbuloti (Orhant, 2003)

##### Macariini
- Chiasmia crassilembaria (Mabille, 1880)
- Isturgia deerraria (Walker, 1861)

##### Ourapterygini
- Psilocerea monochroma Herbulot, 1959

#### Geometrinae

##### Comostolini
- Comostolopsis leuconeura Prout L. B., 1930

##### Hemistolini
- Omphax plantaria Guenée, 1858
- Prasinocyma cellularia (Guenée, 1862)
- Thalassodes hyraria Guenée, 1857
- Thalassodes quadraria Guenée, 1857

##### Hemitheini
- Phaiogramma stibolepida (Butler, 1879)

##### Pseudoterpnini
- Mimandria diospyrata (Boisduval, 1833)
- Pingasa hypoleucaria hypoleucaria (Guenée, 1862)

#### Larentiinae

##### Asthenini
- Asthenotricha lophopterata (Guenée, 1857)
- Asthenotricha tripogonias Prout L. B., 1926
- Eois suarezensis Prout L. B., 1923
- Venusia distrigaria (Boisduval, 1833)

##### Eupitheciini
- Casuariclystis latifascia (Walker, 1866)
- Chloroclystis androgyna Herbulot, 1957
- Chloroclystis angelica Herbulot, 1968
- Chloroclystis costicavata Joannis, 1932
- Chloroclystis exilipicta Joannis, 1906
- Chloroclystis latifasciata Joannis, 1932
- Eupithecia graphiticata Joannis, 1932
- Gymnoscelis rubricata (Joannis, 1932)
- Mesocolpia nanula (Mabille, 1900)
- Pasiphila derasata (Bastelberger, 1905)

##### Melanthiini
- Collix inaequata Guenée, 1862
- Collix intrepida (Prout L. B., 1932)

##### Xanthorhoini
- Orthonama quadrisecta Herbulot, 1954
- Xanthorhoe borbonicata (Guenée, 1857)
- Xanthorhoe magnata Herbulot, 1957

#### Sterrhinae

##### Cosymbiini
- Cyclophora lyciscaria (Guenée, 1857)

##### Cyllopodini
- Dithecodes purpuraria Joannis, 1932

##### Rhodometrini
- Afrophyla vethi vethi (Snellen, 1886)
- Chlorerythra borbonica Guillermet, 2004
- Rhodometra sacraria (Linnaeus, 1767)
- Traminda obversata (Walker, 1861)

##### Scopulini
- Scopula caesaria (Walker, 1861)
- Scopula internataria punctistriata (Mabille, 1880)
- Scopula lactaria (Walker, 1861)
- Scopula minorata (Boisduval, 1833)
- Scopula serena Prout L. B., 1920
- Somatina lia Prout L. B., 1915

### Uraniidae

#### Epipleminae
- Phazaca dadanti (Viette, 1976)
- Phazaca etiennei (Boudinot, 1982)
- Phazaca theclata (Guenée, 1857)

### Erebidae
- Janseodes melanospila (Guenée, 1852)
- Prominea porrecta (Saalmüller, 1880)
- Radara subcupralis (Walker, 1866)
- Rhesala moestalis (Walker, 1866)

#### Aganainae
- Asota borbonica (Boisduval, 1833)

#### Arctiinae

##### Arctiini

###### Nyctemerina
- Nyctemera insulare (Boisduval, 1833)
- Nyctemera virgo (Strand, 1909)

###### Utetheisina
- Alytarchia amanda (Boisduval, 1847)
- Argina astrea (Drury, 1773)
- Utetheisa diva (Mabille, 1880)
- Utetheisa elata elata (Fabricius, 1798)
- Utetheisa lotrix lepida (Rambur, 1866)
- Utetheisa pulchella (Linnaeus, 1758)
- Utetheisa pulchelloides Hampson, 1907

##### Lithosiini

###### Eilemina
- Eilema borbonica Guillermet, 2011
- Eilema francki Guillermet, 2011
- Eilema squalida (Guenée, 1862)
- Eilema viettei Toulgoët, 1954

###### Nudariina
- Thumatha fuscescens Walker, 1866

#### Boletobiinae

##### Araeopteronini
- Araeopteron legraini Bippus, 2018
- Araeopteron obliquifascia (Joannis, 1910)
- Araeopteron papaziani Guillermet, 2009

##### Boletobiini
- Argyrolopha costibarbata Hampson, 1914
- Panilla aviakala (Bippus, 2018)

##### Eublemmini
- Corgatha latifera (Walker, 1869)
- Corgatha terracotta Joannis, 1910
- Eublemma accedens aethiopica Hacker, 2019
- Eublemma apicimacula (Mabille, 1880)
- Eublemma baccatrix Hacker, 2019
- Eublemma cochylioides (Guenée, 1852)
- Eublemma costimacula costimacula (Saalmüller, 1880)
- Eublemma scitula augusta (Guenée, 1862)
- Eublemma viettei (Berio, 1954)
- Holocryptis interrogationis Viette, 1957
- Lophoruza affulgens (Saalmüller, 1881)
- Metachrostis perplexa (Saalmüller, 1891)
- Metachrostis pyrosticta (Joannis, 1910)
- Oruza divisa (Walker, 1862)

##### Phytometrini
- Gesonia obeditalis Walker, 1859
- Gesonia stictigramma Hampson, 1926
- Loxioda proclinata (Saalmüller, 1891)
- Pleuronodes apicalis Guillermet, 1992
- Pleuronodes arida (Hampson, 1902)

#### Calpinae
- Arsina silenalis Guenée, 1862
- Hypospila bolinoides Guenée, 1852
- Maxera marchalii (Boisduval, 1833)

##### Calpini
- Oraesia pierronii (Mabille, 1880)
- Plusiodonta excavata (Guenée, 1862)
- Plusiodonta gueneei (Viette, 1968)

##### Ophiderini
- Eudocima phalonia (Linnaeus, 1763)

#### Erebinae

##### Amphigoniini
- Lacera alope (Cramer, 1780)
- Lacera noctilio (Fabricius, 1794)

##### Cocytiini
- Serrodes korana (Felder R. & Rogenhofer, 1875)
- Serrodes trispila (Mabille, 1890)

##### Erebini
- Cyligramma fluctuosa (Drury, 1773)
- Cyligramma latona (Cramer, 1775)
- Erebus walkeri (Butler, 1875)

##### Euclidiini
- Mocis conveniens (Walker, 1858)
- Mocis mayeri (Boisduval, 1833)
- Mocis proverai Zilli, 2000
- Mocis repanda (Fabricius, 1794)
- Trigonodes hyppasia (Cramer, 1779)

##### Hulodini
- Ericeia albangula (Saalmüller, 1880)
- Ericeia congregata (Walker, 1858)
- Ericeia congressa (Walker, 1858)
- Ericeia inangulata (Guenée, 1852)
- Ericeia lituraria (Saalmüller, 1880)

##### Ophiusini
- Ophiusa legendrei Viette, 1966
- Thyas rubricata (Holland, 1894)

##### Pandesmini
- Pandesma muricolor Berio, 1966
- Polydesma umbricola Boisduval, 1833

##### Pericymini
- Pericyma basalis (Saalmüller, 1891)
- Pericyma mendax (Walker, 1858)
- Pericyma vinsonii (Guenée, 1862)

##### Poaphilini
- Achaea catella Guenée, 1852
- Achaea echo (Walker, 1858)
- Achaea euryplaga (Hampson, 1913)
- Achaea faber Holland, 1894
- Achaea finita (Guenée, 1852)
- Achaea infinita (Guenée, 1852)
- Achaea klugii (Boisduval, 1833)
- Achaea leucopasa (Walker, 1858)
- Achaea lienardi (Boisduval, 1833)
- Achaea oedipodina Mabille, 1879
- Achaea trapezoides (Guenée, 1862)
- Achaea violaceofascia (Saalmüller, 1891)
- Chalciope delta (Boisduval, 1833)
- Dysgonia angularis (Boisduval, 1833)
- Dysgonia derogans (Walker, 1858)
- Dysgonia masama (Griveaud, 1981)
- Dysgonia torrida (Guenée, 1852)
- Grammodes bifasciata (Petagna, 1787)
- Grammodes stolida (Fabricius, 1775)
- Tolna sypnoides (Butler, 1878)

#### Eulepidotinae
- Anticarsia rubricans (Boisduval, 1833)

#### Herminiinae
- Ableptina mouriesi (Guillermet, 2004)
- Chusaris anderesi (Guillermet, 1992)
- Hipoepa fractalis pusilla (Butler, 1875)
- Hydrillodes aviculalis Guenée, 1862
- Hydrillodes uliginosalis Guenée, 1854
- Nodaria cornicalis (Fabricius, 1794)
- Physula synnaralis Guenée, 1862
- Polypogon tripunctum (Bippus, 2018)
- Progonia matilei matilei Orhant, 2001
- Simplicia borbonica (Guillermet, 2005)
- Simplicia extinctalis (Zeller, 1852)
- Simplicia fesseleti Guillermet, 2005
- Simplicia inflexalis Guenée, 1854
- Simplicia pannalis Guenée, 1862

#### Hypeninae
- Catada obscura Joannis, 1906
- Dichromia nasuta nasuta (Mabille, 1884)
- Hypena commixtalis Zeller, 1852
- Hypena erastrialis legrosi Guillermet, 1992
- Hypena etiennei Guillermet, 1992
- Hypena frappieralis Guenée, 1862
- Hypena inextensalis Guenée, 1862
- Hypena jussalis Walker, 1859
- Hypena nasutalis Guenée, 1862
- Hypena ophiusinalis Mabille, 1879
- Hypena polycyma Hampson, 1902
- Hypena semilutea (Snellen, 1872)
- Hypena simplicalis Zeller, 1852
- Hypena strigatus (Fabricius, 1798)
- Hypena varialis Walker, 1866
- Hypena viettei Guillermet, 1992
- Proluta deflexa Saalmüller, 1891
- Zekelita angulalis (Mabille, 1880)

#### Hypenodinae

##### Hypenodini
- Luceria africana amazonensis Guillermet, 2013
- Schrankia costaestrigalis tropicalis Hacker, 2016

#### Hypocalinae
- Hypocala florens Mabille, 1880

#### Lymantriinae

##### Lymantriini
- Naroma signifera Walker, 1856

#### Pangraptinae
- Gracilodes angulalis Guillermet, 1992
- Gracilodes nysa Guenée, 1852

#### Rivulinae
- Rivula dimorpha dimorpha Fryer, 1912
- Rivula dispar Joannis, 1915

#### Scoliopteryginae
- Anomis alluaudi Viette, 1965
- Anomis auragoides (Guenée, 1852)
- Anomis campanalis (Mabille, 1880)
- Anomis flava (Fabricius, 1775)
- Anomis lophognatha Hampson, 1926
- Anomis sabulifera (Guenée, 1852)

#### Toxocampinae

##### Toxocampini
- Lygephila salax (Guenée, 1852)

### Euteliidae

#### Euteliinae
- Atacira mima (Prout A. E., 1925)
- Chlumetia borbonica Guillermet, 1992
- Eutelia discitriga Walker, 1865
- Eutelia gaedei Hacker & Kobes, 2006

#### Stictopterinae

##### Odontodini
- Lophoptera litigiosa (Boisduval, 1833)
- Gyrtona polymorpha Hampson, 1905
- Stictoptera poecilosoma Saalmüller, 1880

### Noctuidae
- Matarum etiennei Viette, 1976

#### Acontiinae

##### Acontiini
- Emmelia luteola (Saalmüller, 1891)

#### Acronictinae
- Megalonycta kissa Bippus, 2020
- Megalonycta mediovitta (Rothschild, 1924)

#### Aediinae
- Aedia trispilosa (Saalmüller, 1880)

#### Agaristinae
- Pseudcraspedia punctata Hampson, 1898

#### Bagisarinae

##### Bagisarini
- Amyna acuta Berio, 1959
- Amyna axis Guenée, 1852
- Chasmina tibialis (Fabricius, 1775)
- Pardoxia graellsii (Feisthamel, 1837)
- Xanthodes albago (Fabricius, 1794)

#### Condicinae

##### Condicini
- Condica conducta (Walker, 1857)
- Condica pauperata (Walker, 1858)

#### Eriopinae
- Callopistria bernei Viette, 1985
- Callopistria cariei (Joannis, 1915)
- Callopistria latreillei (Duponchel, 1827)
- Callopistria maillardi (Guenée, 1862)
- Callopistria yerburii Butler, 1885

#### Eustrotiinae
- Maliattha bernica (Viette, 1957)
- Maliattha blandula (Guenée, 1862)
- Microplexia costimaculalis Guillermet, 1992

#### Hadeninae

##### Leucaniini
- Apospasta rubiana (Guenée, 1862)
- Leucania curvula Walker, 1856
- Leucania insulicola Guenée, 1852
- Leucania loreyi (Duponchel, 1827)[1]
- Leucania phaea Hampson, 1902
- Mythimna borbonensis Guillermet, 1996
- Mythimna hypocapna (Joannis, 1932)
- Mythimna infrargyrea (Saalmüller, 1891)
- Mythimna madensis Berio, 1956
- Mythimna operosa Saalmüller, 1891
- Mythimna prominens (Walker, 1856)
- Mythimna pyrausta (Hampson, 1913)
- Mythimna tincta (Walker, 1858)
- Vietteania torrentium (Guenée, 1852)

#### Heliothinae
- Helicoverpa armigera (Hübner, 1808)

#### Noctuinae

##### Apameini
- Apamea desegaulxi Viette, 1982
- Sesamia calamistis Hampson, 1910

##### Caradrinini
- Ariathisa abyssinia (Guenée, 1852)
- Athetis ignava (Guenée, 1852)
- Athetis pigra (Guenée, 1852)

##### Dypterigiini
- Feliniopsis tenera (Viette, 1963)
- Magusa versicolora (Saalmüller, 1891)
- Oedebasis longipalpis (Berio, 1959)
- Oedebasis ovipennis Hampson, 1902

##### Glottulini
- Brithys crini crini (Fabricius, 1775)
- Brithys crini pancratii (Cyrillo, 1787)

##### Noctuini

###### Agrotina
- Agrotis alluaudi Viette, 1958
- Agrotis denticulosa Wallengren, 1860
- Agrotis ipsilon (Hufnagel, 1766)
- Agrotis microtica (Hampson, 1908)
- Agrotis segetum (Denis & Schiffermüller, 1775)[2]
- Agrotis viettei Orhant, 2003
- Mentaxya palmistarum (Joannis, 1932)

###### Noctuina
- Ochropleura leucogaster (Freyer, 1831)
- Ochropleura megaplecta (Joannis, 1932)

##### Phlogophorini
- Conservula cinisigna Joannis, 1906
- Euplexia borbonica Viette, 1957

##### Prodeniini
- Spodoptera cilium Guenée, 1852
- Spodoptera exigua (Hübner, 1808)
- Spodoptera frugiperda (Smith J. E., 1797)[3]
- Spodoptera littoralis (Boisduval, 1833)
- Spodoptera mauritia (Boisduval, 1833)

##### Xylenini

###### Xylenina
- Neostichtis ignorata Viette, 1958

#### Plusiinae

##### Argyrogrammatini
- Argyrogramma signata (Fabricius, 1792)
- Chrysodeixis chalcites (Esper, 1798)
- Ctenoplusia dorfmeisteri (Felder & Rogenhofer, 1874)
- Ctenoplusia etiennei Dufay, 1975
- Ctenoplusia limbirena (Guenée, 1852)
- Ctenoplusia orbifer (Guenée, 1865)
- Thysanoplusia florina (Guenée, 1852)
- Thysanoplusia indicator (Walker, 1858)
- Thysanoplusia orichalcea (Fabricius, 1775)
- Trichoplusia ni (Hübner, 1803)
- Vittaplusia vittata (Wallengren, 1856)

##### Plusiini
- Syngrapha grosmornensis (Guillermet, 2000)

### Nolidae

#### Bleninae
- Blenina richardi Viette, 1958

#### Careini
- Maurilia arcuata (Walker, 1858)

##### Eariadini
- Earias biplaga Walker, 1866
- Earias insulana (Boisduval, 1833)
- Maceda mansueta Walker, 1858

#### Sarrothripini
- Nycteola mauritia (Joannis, 1906)
- Pardasena virgulana (Mabille, 1880)

#### Nolinae

##### Nolini
- Mecothrix denauxi (Orhant, 2003)
- Mecothrix guillermeti (Orhant, 2003)
- Mecothrix herbuloti (Toulgoët, 1982)
- Nola borbonica Guillermet, 2005
- Nola melanoscelis (Hampson, 1914)